# Barobo
Barobo est une localité de la province du Surigao du Sud, aux Philippines. En 2015, elle compte 49 730 habitants.